# Кастель-Вольтурно
Кастель-Вольтурно (итал. Castel Volturno) — город в Италии, располагается в регионе Кампания, в провинции Казерта.
Население составляет 18 654 человека, плотность населения составляет 259 чел./км². Занимает площадь 72 км². Почтовый индекс — 81030. Телефонный код — 0823.
Покровителем населённого пункта считается святой Кастренсий Африканский. Праздник ежегодно празднуется 11 февраля.